# 8-й армейский корпус (Российская империя)
8-й армейский корпус — общевойсковое соединение (армейский корпус) Русской императорской армии.

## История
Корпус сформирован 1 ноября 1876 года в составе управления, 9-й, 14-й пехотных дивизий и 8-й кавалерийской дивизии.
Сокращённое наименование — 8 ак. В литературе встречается наименование — VIII армейский корпус.

## Состав
В состав соединения в соответствии с Боевым расписанием Русской армии на Балканах перед русско-турецкой войной входили:
- управление;
- 9-я пехотная дивизия;
- 14-я пехотная дивизия;
- 8-я кавалерийская дивизия.

В соответствии с Высочайшим приказом от 7 сентября 1878 года 8-й армейский корпус был переформирован. При этом ему было передано управление расформированного тогда же 7-го АК первого формирования. После этого состав 8-го армейского корпуса вошли:
- 14-я пехотная дивизия;
- 15-й пехотная дивизия;
- 36-я пехотная дивизия;
- 8-я кавалерийская дивизия.

В 1902 году 8 ак в составе Южной армии участвовал в Курских манёврах. 
На 1 июля 1903 года корпус состоял из:
- управления
- 14-й пехотной дивизии
- 15-й пехотной дивизии
- 8-й кавалерийской дивизии
- 52-й резервной пехотной бригады

В период с 1 февраля 1913 года по 1 апреля 1914 года, в его состав входили:
- управление
- 14 пд
- 15 пд
- 4-я стрелковая бригада
- 8 кд
- 8-й мортирный артиллерийский дивизион
- 11-й Императора Николая I сапёрный батальон
- Одесский морской батальон

До начала Великой войны 8 ак входил в Одесский военный округ (ОВО). Состав на 18 июля 1914 года:
- управление
- 14-я пехотная дивизия
- 15-я пехотная дивизия
- 4-я стрелковая «Железная» бригада
  - 4-й стрелковый артиллерийский дивизион
- 8-я кавалерийская дивизия (Кишинёв)
  - 8-й конно-артиллерийский дивизион (Кишинёв)
    - 15-я конно-артиллерийская батарея (Кишинёв)
    - 1-я Донская казачья батарея (Бендеры)
- 8-й мортирно-артиллерийский дивизион
- 11-й сапёрный батальон

Состав VIII армейского корпуса в августе — сентябре 1914:
- управление
- 14 пд
- 15 пд
- 4-я стр. бригада
- 8-й мортирный артиллерийский дивизион
- 11-й сапёрный батальон
- Рота пограничной стражи

Всего: 40 батальонов, 96 пулемётов, две сотни, 120 орудий, 12 мортир, три сапёрные и одна телеграфная роты, одна рота пограничной стражи.

Каково было в продолжение шести месяцев брать каждый день по Чертову мосту, да еще защищаемому пулемётами? А ведь боевая работа 3-й и 4-й стрелковой бригад, 65-й, 78-й дивизий, VII, VIII, XII, XXI, XXII, XXIV и III конного корпусов как раз и состояла в этом! И по окончании горного похода войска эти ждал не отдых в Фельдкирхе, а двухнедельное побоище на Сане, затмившее все предыдущее, и затем три месяца беспрерывных боёв. — Глава XVII. Последняя война Петровской армии, Трофеи и потери, Часть (том) IV, А. А. Керсновский, «История Русской армии». — М.:

## В составе (период)
- Дунайской армии
- Одесского военного округа (ОВО)
- Южной армии (1902 год), ОВО
- 8-й армии (02.08.1914 — 15.09.1916)
- 11-й армии (с 20.06.1916)
- Особой армии (01 — 28.10.1916)
- 9-й армии (с 01.11.1916)
- 4-й армии (22.12.1916 — ??.12.1917)

## Командование корпуса

### Командиры корпуса
- 01.11.1876 — 07.09.1878 — генерал-лейтенант (с 29.12.1877 генерал от инфантерии, с 16.04.1878 генерал-адъютант) Радецкий, Фёдор Фёдорович
- 07.09.1878 — 10.05.1882 — генерал от инфантерии Ганецкий, Николай Степанович
- 10.05.1882 — 21.06.1885 — генерал-лейтенант Петров, Виктор Александрович
- 06.07.1885 — 29.05.1893 — генерал-лейтенант (с 30.08.1891 инженер-генерал) Рерберг, Пётр Фёдорович
- 17.07.1893 — 22.08.1897 — генерал-лейтенант фон Шак, Адольф Вильгельмович
- 27.09.1897 — 23.01.1901 — генерал-лейтенант (с 06.12.1898 генерал от инфантерии) Скалон, Василий Данилович
- 23.01.1901 — 07.05.1905 — генерал-лейтенант Мылов, Сергей Николаевич
- 07.05.1905 — 30.12.1906 — генерал-лейтенант (с 06.12.1906 генерал от инфантерии) Скугаревский, Аркадий Платонович
- 09.01.1907 — 26.07.1914 — генерал-лейтенант (с 18.04.1910 генерал от инфантерии) Романенко, Иван Андреевич
- 26.07.1914 — 03.09.1914 — генерал-лейтенант (с 03.09.1914 генерал от инфантерии) Радко-Дмитриев, Радко Дмитриевич
- 15.09.1914 — 16.12.1914 — генерал-лейтенант (с 06.12.1914 генерал от инфантерии) Орлов, Николай Александрович
- 16.12.1914 — 23.03.1915 — генерал-лейтенант Драгомиров, Владимир Михайлович
- 23.03.1915 — 18.08.1915 — генерал-лейтенант Баташев, Никита Михайлович
- 18.08.1915 — 16.10.1916 — генерал-лейтенант Драгомиров, Владимир Михайлович
- 09.09.1916 — 28.03.1917 — генерал-лейтенант Деникин, Антон Иванович
- 07.04.1917 — 12.07.1917 — генерал-лейтенант Ломновский, Пётр Николаевич
- 14.07.1917 — хх.10.1917 — генерал-лейтенант Елчанинов, Андрей Георгиевич
- 02.11.1917 — 18.12.1917 — генерал-майор Андрианов, Павел Маркович

### Начальники штаба корпуса
- 01.11.1876 — 07.09.1878 — полковник (с 12.07.1877 генерал-майор) Дмитровский, Виктор Иванович
- 07.09.1878 — 31.03.1881 — генерал-майор Яновский, Василий Иванович
- 04.04.1881 — 25.12.1882 — генерал-майор Скобельцын, Пётр Евграфович
- 04.01.1883 — 19.03.1890 — генерал-майор граф Ростовцев, Николай Яковлевич
- 31.03.1890 — 09.02.1894 — генерал-майор Михайлов, Леонид Кондратьевич
- 26.02.1894 — 16.11.1899 — генерал-майор Яновский, Александр Васильевич
- 08.01.1900 — 11.01.1904 — генерал-майор Шостак, Фёдор Александрович
- 17.01.1904 — 16.02.1905 — генерал-майор Сидорин, Леонтий Леонтьевич
- 16.02.1905 — 06.08.1905 — генерал-майор Мартос, Николай Николаевич
- 12.09.1905 — 11.06.1910 — генерал-майор Некрасов, Сергей Петрович
- 21.07.1910 — 06.10.1914 — генерал-майор Кузнецов, Поликарп Алексеевич
- 14.12.1914 — 04.05.1916 — генерал-майор Вирановский, Георгий Николаевич
- 15.05.1916 — 25.09.1916 — генерал-майор Лавдовский, Владимир Александрович
- 25.09.1916 — 10.07.1917 — генерал-майор Половцов, Николай Петрович
- 27.07.1917 — 09.02.1918 — генерал-майор Плеханов, Сергей Николаевич
- 09.02.1918[4] — хх.хх.хххх — полковник Борицкий, Николай Эдуардович

### Начальники артиллерии корпуса
В 1910 году должность начальника артиллерии корпуса была заменена должностью инспектора артиллерии.
- 04.11.1876 — 07.09.1878 — генерал-майор Свиты Е. И. В. Евреинов, Николай Данилович
- 07.09.1878 — 12.09.1893 — генерал-майор (с 30.08.1879 генерал-лейтенант) Полубояринов, Порфирий Николаевич
- 07.10.1893 — 19.03.1901 — генерал-майор (с 14.11.1894 генерал-лейтенант) Гофман, Дмитрий Антонович
- 10.04.1901 — 26.04.1904 — генерал-лейтенант Бонсдорф, Георг Робертович
- 11.03.1906 — 24.06.1910 — генерал-лейтенант Гиппиус, Владимир Иванович
- 01.07.1910 — 11.03.1913 — генерал-лейтенант Стороженко, Александр Николаевич
- 02.04.1913 — 24.01.1914 — генерал-лейтенант Булатов, Николай Ильич
- 24.01.1914 — 21.10.1915 — генерал-майор (с 12.12.1914 генерал-лейтенант) Гусев, Владимир Яковлевич
- 29.10.1915 — 09.05.1917 — генерал-майор (с 08.10.1916 генерал-лейтенант) Затрапезнов, Арсений Михайлович
- 09.05.1917 — хх.хх.хххх — и. д. генерал-майор Колодеев, Фёдор Александрович